# 法華宗興門流
法華宗興門流（ほっけしゅうこうもんりゅう）は、日興を宗祖とした日蓮門下の一派。大本山は西山本門寺。

## 歴史
法華宗興門流の起源は、日興が入寂した後の1344年（康永3年）に静岡県富士宮市西山に西山本門寺を創建し同寺を大本山とした。
西山本門寺とその末寺は、明治以降は日蓮本門宗に属していたが、第二次世界大戦前の三派合同で日蓮宗に合流となった。戦後の1957年（昭和32年）には、塔中の3ヶ寺、末寺の5ヶ寺とともに日蓮宗を離脱し、現在の単立となった。
その後、第49世貫主の由井日光師は、日蓮正宗への合流を画策したが塔中末寺僧俗は西山本門寺の創建当時の関係から日蓮正宗への合流に反発したが、由井日光は西山本門寺単体での日蓮正宗への合流を強行したため、1960年（昭和35年）に後継の第50世に日蓮正宗僧侶の吉田日勇師を指名し遷化してしまう。そして1975年（昭和50年）に最高裁で日蓮正宗への合流無効の判決を下し、それを受けて日勇師は本門寺から退去、歴代からも除籍となる。